# تپه تاج خاتون
تپه تاج خاتون در شهرستان ملایر، بخش سامن، دهستان حرم رود سفلی، روستای کرتیل آباد واقع شده و این اثر در تاریخ ۲۵ آبان ۱۳۸۷ با شمارهٔ ثبت ۲۳۶۶۳ به‌عنوان یکی از آثار ملی ایران به ثبت رسیده است.